# Braunston-in-Rutland
Braunston-in-Rutland is een civil parish in het bestuurlijke gebied Rutland, in het Engelse graafschap Rutland met 502 inwoners.